# Distretto di Gulou (Fuzhou)
Il distretto di Gulou (鼓楼区S, Gǔlóu QūP) è un distretto della Cina, situato nella provincia di Fujian e amministrato dalla prefettura di Fuzhou.